# Anna Sandströms skola

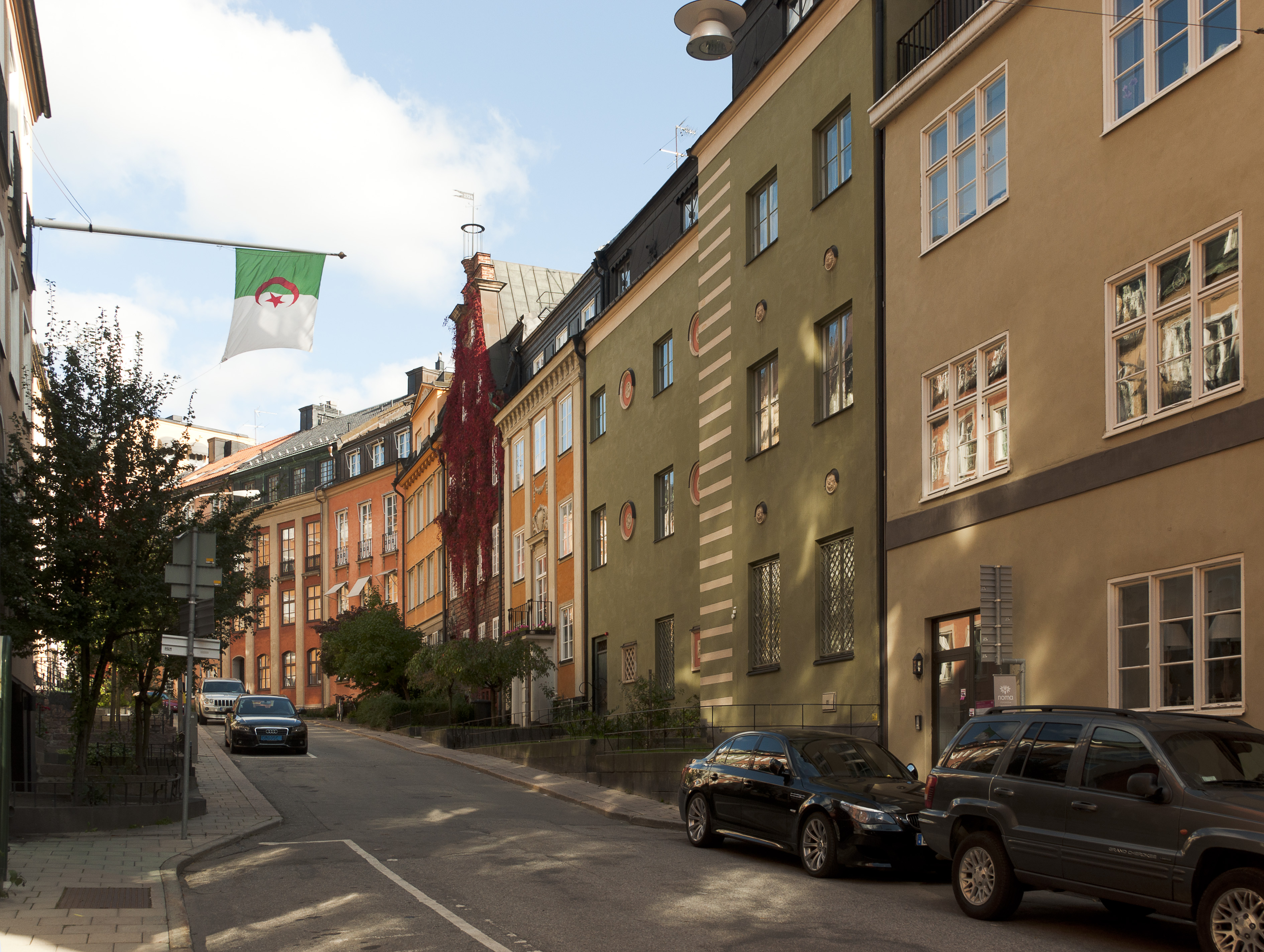
Den gröna skolbyggnaden på Danderydsgatan.

Anna Sandströms skola (även Sandströmska skolan)  var en privat flickskola i Stockholm, verksam 1883–1939.
Skolan startades 1883 av Anna Sandström tillsammans med Frederique Rundquist i syfte att tillämpa de idéer som Sandström förespråkade i boken ”Realism i undervisningen”. Man lade i undervisningen större vikt vid litteratur- och historiestudier än grammatikstudier i latin och franska. Eleverna fick också ökad frihet i ämnesvalen och mer utrymme för praktiska ämnen. Sandströmska skolan började som samskola, men då kurserna vid de allmänna läroverken ej kunde förenas med de årskurser ledarinnan ansåg naturenliga, övergavs efter några år denna skoltyp, och skolan blev 1895 en flickskola. Den var till en början organiserad som en 8-klassig flickskola och från 1910 med rätt att utfärda slutbetyg med normalskolekompetens. Pojkar undervisades i småskolan fram till tredje klass varefter de fick rätt till inträde i de allmänna läroverken. I anslutning till skolan inrättades även Anna Sandströms högre lärarinneseminarium. Sandström förestod skolan fram till 1926. 
Skolan låg vid första läsåret på Sturegatan 8 och flyttade därefter till Engelbrektsgatan 19. År 1892 flyttade man till Karlavägen 25 (Karlavägen 1 A enligt äldre numrering). På gården uppfördes 1906–08 ett nytt skolhus i tidstypisk jugend av arkitekterna Hagström & Ekman. Åren 1921–24 tillkom bostadsbyggnaden mot Karlavägen 23, ritad av Bocander & Cronvall, och 1923–25 restes en ny skolbyggnad mot Danderydsgatan enligt planer av Eskil Sundahl. Skolan upphörde vårterminen 1939 när de privata flickskolorna kommunaliserades då den tillsammans med Margaretaskolan och Lyceum för flickors elementarskola uppgick i Östermalms kommunala flickskola och skolan stängdes 1942. Byggnaderna vid Karlavägen köptes då av tyska staten om inrättade Tyska skolan.

## Historiska bilder

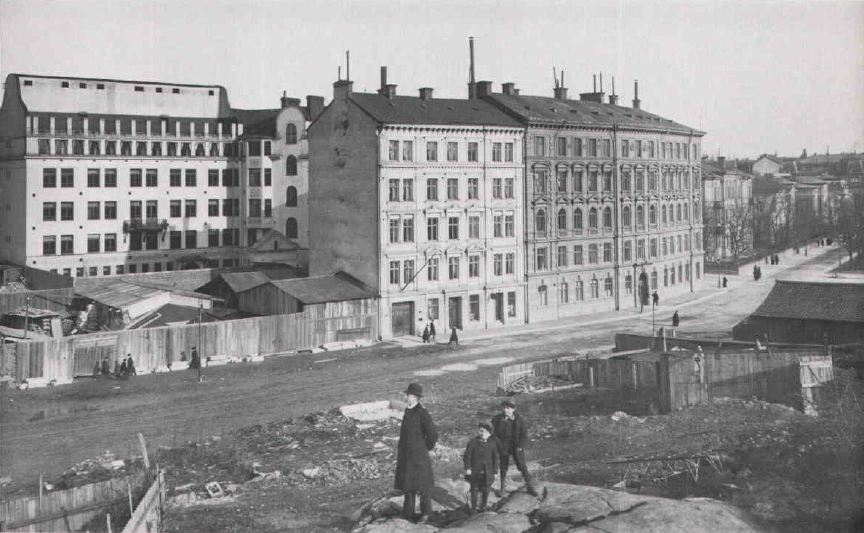
Skolan sedd från Karlavägen, 1912
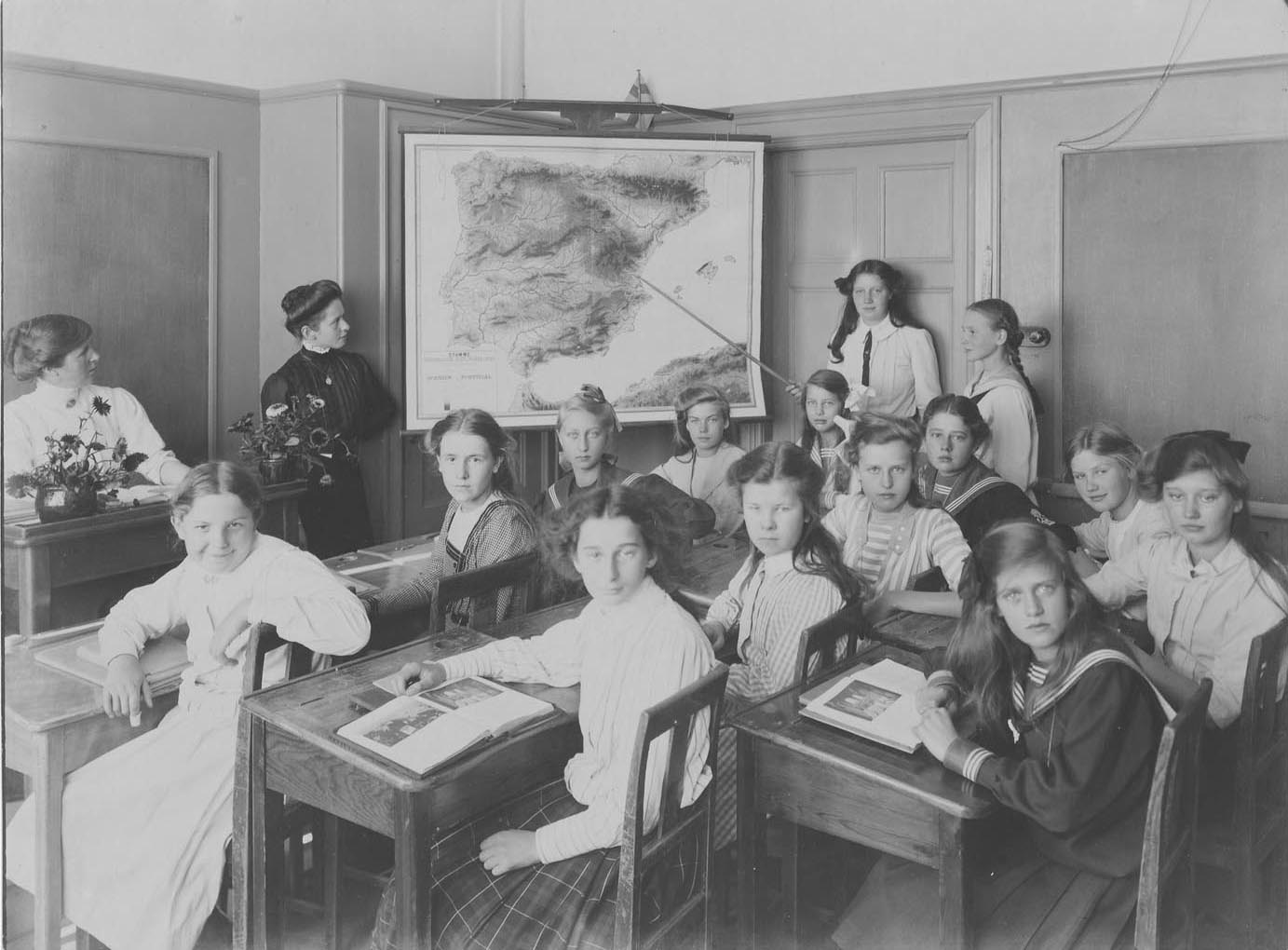
Geografilektion
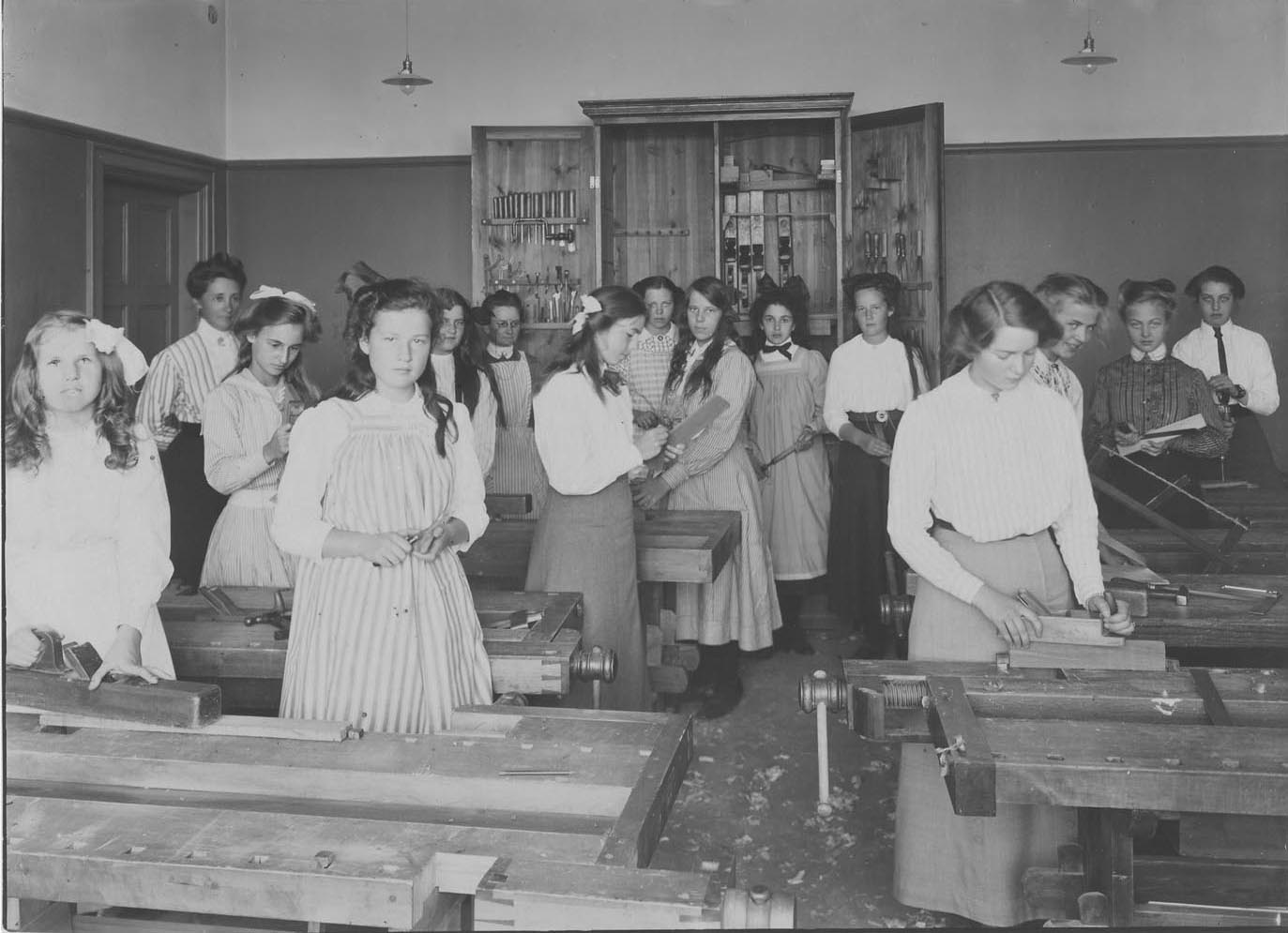
Slöjd
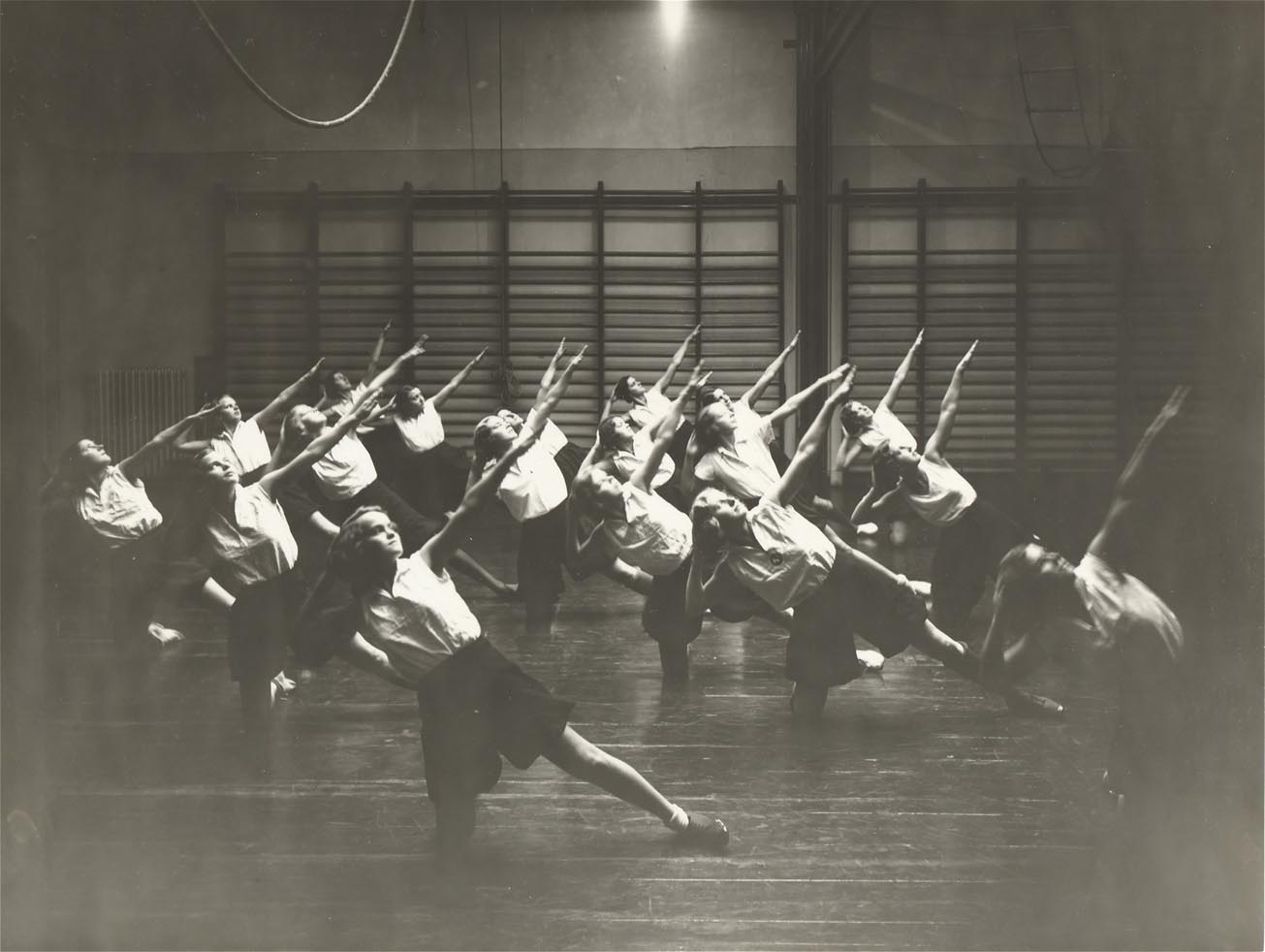
Gymnastiklektion